# Кнегиња из Фоли Бержера
„Кнегиња из Фоли Бержера” је југословенски и српски  ТВ филм из 1998. године. Режирао га је Бранислав Кичић а сценарио је написан по комедији Жоржа Фејдоа.

## Улоге
| Глумац                     | Улога                |
| -------------------------- | -------------------- |
| Љубиша Бачић               | Моцепов              |
| Тања Бошковић              | Сабина               |
| Бранимир Брстина           | Арнолд               |
| Ненад Ћирић                | Оџачар Жил           |
| Дара Џокић                 | Кнегиња              |
| Светислав Гонцић           | Сергије              |
| Небојша Илић               | Березин              |
| Ненад Јездић               | Савлар               |
| Ерол Кадић                 | Кувар                |
| Милутин Мима Караџић       | Совел                |
| Петар Краљ                 | Станислав Словицин   |
| Срђан Милетић              | Сопин                |
| Горица Поповић             | Ирма                 |
| Душан Премовић             | Полицијски инспектор |
| Властимир Ђуза Стојиљковић | Кнез Пичењев         |
| Аљоша Вучковић             | Ежен                 |
| Бранислав Зеремски         | Сандел               |
| Бојан Жировић              | Марзоле              |